# Racing Club de France (pallacanestro femminile)
La sezione pallacanestro femminile del Racing Club de France è una società francese con sede a Parigi. È conosciuta anche come Racing Paris Basket.

## Storia
La società originaria è stata fondata il 20 aprile 1882 dagli allievi del liceo Condorcet di Parigi.
Ha partecipato a otto edizioni di Coppa Ronchetti.
Ha vinto un'edizione del campionato francese dei primordi e una Coppa di Francia.

## Palmarès
- Campionato francese: 1

1927
- Coppa di Francia: 1

1984